# Фурубира (посёлок)
Фурубира (яп. 古平町 Фурубира-тё:) — посёлок в Японии, находящийся в уезде Фурубира округа Сирибеси губернаторства Хоккайдо. Площадь посёлка составляет 188,41 км², население — 3482 человека (30 июня 2014), плотность населения — 18,48 чел./км².

## Географическое положение
Посёлок расположен на острове Хоккайдо в губернаторстве Хоккайдо. С ним граничат посёлки Сякотан, Йоити, Кёва, Ники и сёла Камоэнай, Томари.

## Население
Население посёлка составляет 3482 человека (30 июня 2014), а плотность — 18,48 чел./км². 
| Год  | Численность | Численность |
| ---- | ----------- | ----------- |
| 1980 | 5901        |             |
| 1985 | 5456        |             |
| 1990 | 4967        |             |
| 1995 | 4654        |             |
| 2000 | 4318        |             |
| 2005 | 4021        |             |
| 2010 | 3611        | [ 4 ]       |
| 2015 | 3188        | [ 4 ]       |
| 2018 | 3155        |             |
| 2020 | 2901        |             |